# MetaPost
MetaPost — мова програмування, схожа на мову програмування системи METAFONT, та єдина відома система, яка реалізує цю мову програмування. Призначенням мови та системи є створення технічних ілюстрацій для включення в документи. Основною відмінністю від METAFONT є те, що MetaPost видає файли у форматі Encapsulated PostScript, а не растрові зображення.

## Призначення та застосування
MetaPost є потужною мовою програмування для підготовки ілюстрацій для документів конвертованих в формат PostScript, або для безпосереднього включення в LaTeX документи. Також, в системі є засоби для включення текстів програм TeX, або математичних виразів у форматі TeX в зображення.
Ще однією можливістю, запозиченою у METAFONT є наявність засобів розв'язання явно (символічно) заданих лінійних рівнянь, що створює умови для написання програм у декларативному стилі.
Хоча, як правило pdfTeX не здатен обробляти графічні файли у форматі PostScript, MetaPost створює настільки прості файли що pdfTeX може обробляти їх без зайвих проблем (використовуючи код, запозичений у ConTeXt).
Як стверджують самі розробники системи, найкраща галузь застосування MetaPost — підготовка різноманітних технічних та наукових ілюстрацій, зображень, які мають відповідати певним математичним рівнянням або правилам. Наприклад, зображення трикутника із наперед заданими кутами, або відображення стану машини Тюрінга.

## Приклад роботи
Після обробки наведеного нижче тексту програми, MetaPost створить EPS файл, назва якого складатиметься із назви вихідного файлу, плюс аргумент макроса beginfig.

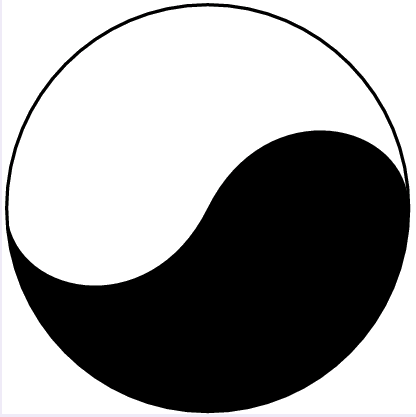
Отримане зображення після інтерпретації програми та растеризації.

```
beginfig
(1);
  
path
 
p
;
  
p
 = (-1
 
cm,0)..(0,-1
 
cm)..(1
 
cm,0); 
  
fill
 
p
{up}..(0,0){-1,-2}..{up}cycle;
  
draw
 
p
..(0,1
 
cm)..cycle;

endfig
;

end
```